# Josep Muntal i Julià
Josep Muntal i Julià (Granollers, 16 de novembre de 1951) és un polític català.

## Biografia
Entrenador d'educació física, ha fet estudis mercantils i de graduat social. Ha treballat com a responsable d'una oficina de la Caixa d'Estalvis de Sabadell a Figaró-Montmany des del 1979. Alhora, ha fet exposicions col·lectives de dibuix i de pintura a l'Associació de Pintors del Casino de Granollers Club de Ritme, que presideix des de 1979. És vocal de l'Associació de Pintors del Casino Club de Ritme, pertany al Grup de Fotografia i Cinema de Granollers i és soci de l'Associació Cultural de Granollers.
Ha estat president del Comitè Executiu de Convergència Democràtica de Catalunya al Vallès Oriental durant els anys vuitanta. Fou elegit tinent d'alcalde de Granollers a les eleccions municipals espanyoles de 1983 i fou elegit diputat per Convergència i Unió a les eleccions al Parlament de Catalunya de 1984. Ha estat, entre d'altres, membre de la Comissió de Control Parlamentari de l'Actuació de la Corporació Catalana de Ràdio i Televisió i de les Empreses Filials del Parlament de Catalunya.
Diplomat en Gestió i Administració Pública i Llicenciat en Dret, actualment és secretari dels ajuntaments de Santa Maria de Besora, Sobremunt i Perafita